# Вакар, Николай Яковлевич
 Николай Яковлевич Вакар  (1872—1941) — российский и советский военный деятель, полковник. Участник Первой мировой и Гражданской войн.
С 1911 года принимал активное участие в составлении 18-ти томной «Военной энциклопедии» и являлся автором статей.

## Биография
Родился в 1872 году в семье офицера Казанского 64-го пехотного полка, в последующем генерал-майора Якова Яковлевича Вакара.
В службу вступил в 1890 году, в 1891 году после окончания Сибирского кадетского корпуса и Павловского военного училища произведён в подпоручики и был выпущен в Выборгскую крепостную артиллерию. В 1895 году произведён в поручики, в 1898 году в штабс-капитаны. С 1900 года откомандирован в Главное артиллерийское управление. В 1902 году произведён в капитаны.
С 1904 года столоначальник, с 1914 года помощник начальника отделения, с 1916 года делопроизводитель мобилизационного делопроизводства Главного артиллерийского управления. В 1910 году произведён в подполковники, в 1913 году «за отличие» произведён в полковники. С 1911 года в качестве сотрудника принимал участие в составлении 3-го и 4-го томов  18-ти томной «Военной энциклопедии Сытина».
С 1918 года участник Гражданской войны в составе РККА на должности начальника мобилизационного отдела Главного артиллерийского управления. С 1919 года помощник начальника управделами Центрального правления артиллерийских заводов. Умер во время блокады в декабре 1941 года в Ленинграде, на своей квартире на проспекте Нахимсона, дом 8, квартира 28.

## Награды
- Орден Святого Станислава 2 степени (1906 г.)
- Орден Святой Анны 2 степени (1910 г.)
- Орден Святого Владимира 4 степени (1914 г.)
- Орден Святого Владимира 3 степени (1915 г.)
- Высочайшее благоволение (ВП 06.12.1916) — «за отлично-усердную службу и особые труды, вызванные обстоятельствами текущей войны».

## Сочинения
- «Кандидаты на классную должность (всех родов оружия) : Права, преимущества и обязанности : Собрание законоположений со всеми доп. и разъяснениями по 20 мая 1907 г.» / Сост. кап. артиллерии Николай Вакар. — Санкт-Петербург : тип. «Экономия», 1907. — 31 с
- «Знак отличия военного ордена : Подвиги, награждаемые этим знаком по сухопут. войскам и флоту. Права и преимущества лиц, имеющих знак отличия воен. ордена» / Сост. кап. артиллерии Николай Вакар. — Санкт-Петербург : тип. «Родник», 1907. — [2], 43 с
- «Чиновники и врачи Военно-сухопутного ведомства: Служебные права и преимущества» / Сост. кап. арт. Николай Вакар, столонач. Гл. арт. упр. — Санкт-Петербург : тип. «Родник», 1908 г. — XVI, 596 с
- «Первое дополнение к настольной справочной книге Чиновники и врачи Военно-сухопутнаго ведомства, служебные права и преимущества» / составил капитан артиллерии Николай Вакар, столоначальник Главнаго артиллерийскаго управления. — С.-Петербург : Тип. «Родник», 1910. — 91 с[8]

## Семья
Жена — дочь генерал-лейтенанта И. П. Тимковского, Вера (1874 — после 1941). Их дети:
- Генадий (1897—1919) — офицер-артиллерист, служил в ВСЮР. Убит в 1919 году.
- Николай (1898—1919) — офицер-артиллерист, участник Первой мировой войны. С 1918 года в Добровольческой армии. Убит в 1919 году под Полтавой.
- Лев (1899—1979) — капитан Лейб-гвардии 1-го Мортирного артиллерийского дивизиона. Во ВСЮР и Русской Армии до эвакуации из Крыма. Галлиполиец. Осенью 1925 в составе Гвардейского отряда во Франции. В эмиграции в Югославии. Окончил курсы Генерального Штаба в Белграде, к маю 1939 в Курбевуа (Франция)[10]
- Борис (1900—1962)